# Persécution des Juifs pendant la première croisade

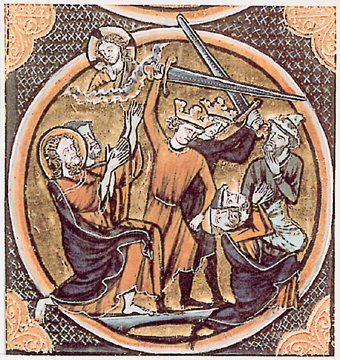
Exécution de Juifs (reconnaissables à leur chapeau d'infamie, judenhut) lors de la Première croisade, illustration d'une Bible française, 1250

L’appel à la croisade d’Urbain II en 1095 déclenche des persécutions de la part des paysans envers les communautés juives de France et de Rhénanie, malgré les oppositions et interdictions de l’Église. Les participants de la croisade populaire ne sont pas les seuls impliqués, des barons croisés y prennent également part.
Dans les chroniques juives du Moyen Âge, ces persécutions sont connues sous le nom de Gezerot Tatnou, c'est-à-dire « Décrets de l'année [hébraïque] (4)856 ».
Pour l'Historien américain David Nirenberg, les massacres de Rhénanie « occupent une place importante dans l'historiographie juive moderne et sont souvent présentés comme le début d'un antisémitisme qui ne disparaitra pas par la suite et dont le climax sera la shoah ».

## Les premières persécutions
L'appel à la croisade par Urbain II lors du concile de Clermont en 1095 entraîne, à l'insu de l'Église Catholique, un mouvement d’antijudaïsme. Dans certaines régions de France et d’Allemagne, les Juifs étaient considérés comme des ennemis à cause de l'accusation faite contre eux d'être responsables de la mort du Christ. Ils étaient par ailleurs plus accessibles et moins bien défendus que les Sarrasins. Selon le moine Raoul Glaber, des juifs auraient incité les musulmans à détruire les lieux saints de Jérusalem. De nombreuses personnes se demandent pourquoi parcourir des milliers de kilomètres pour combattre des non-chrétiens quand il y en a près de chez eux.
Il se peut également que des croisés persécutant les Juifs soient animés d’intentions pécuniaires. Les communautés juives en Rhénanie sont relativement riches, en raison de leur isolement et aussi parce qu’elles ne sont pas soumises aux interdictions religieuses en ce qui concerne le prêt d’argent. Nombre de chevaliers doivent emprunter pour financer leur voyage, et comme l’Église catholique romaine interdit l’usure, un certain nombre d’entre eux se retrouvent endettés auprès de Juifs usuriers. Les croisés se débarrassent ainsi commodément de leurs dettes sous couvert de mission religieuse.
Depuis le VIIe siècle, il n’y avait pas eu de persécutions généralisées contre les Juifs, comme des expulsions massives ou des conversions forcées. Certes, il y a eu quelques mouvements locaux, comme les persécutions à Metz en 888, un complot contre les Juifs à Limoges en 992, une vague de persécutions anti-juives à l’approche de l’an mille, une menace d’expulsion de Trêves en 1066, mais elle paraissent surtout être des mesures abusives des dirigeants plutôt que des attaques populaires incontrôlées. C’est pourquoi plusieurs actions contre les Juifs, comme les conversions forcées ordonnées par le roi Robert le Pieux, Richard II, duc de Normandie et l’empereur Henri II autour des années 1007-1012, avaient été condamnées par l’Église catholique, par le pape ou par ses évêques. Aussi, avec la prédication de la croisade, les persécutions anti-juives entrent dans une nouvelle phase historique, différente de la précédente période.
L’ampleur de l’antisémitisme est révélée par une rumeur qui prétend que Godefroy de Bouillon aurait « juré de ne pas partir en Croisade avant de venger le sang du Christ, de sorte qu’il ne restera pas [de Juifs] en vie derrière lui ». L’empereur Henri IV, avisé de cet engagement par Kalonymos ben Meshoullam, le chef de la communauté juive de Mayence, promulgua une ordonnance interdisant de telles actions. Godefroy affirma par la suite qu’il n’avait jamais eu l’intention de tuer des juifs mais par sûreté, les communautés de Mayence et de Cologne lui envoyèrent une somme de 500 marcs d’argent.
Sigebert de Gembloux écrit qu’avant de se lancer dans une guerre au nom du Seigneur, il est essentiel que les Juifs se convertissent, et que ceux qui refusent soient privés de leurs biens, massacrés et chassés des villes.
Les premières flambées de violence ont éclaté en France, particulièrement à Rouen en 1096. Richard de Poitiers a écrit que la persécution juive était répandue en France au début des expéditions vers l’Orient. Certains juifs ont fui vers l’est pour leur échapper. Au plus fort de la suspicion des Chrétiens envers les Juifs, des milliers de croisés français, quand ils arrivent au bord du Rhin, se trouvent à court de provisions. Pour reconstituer leurs stock de vivres, il se mettent à piller les biens des Juifs, en même temps qu’ils les obligent à se convertir au christianisme.
Les croisés à court de provisions ne recoururent pas tous au meurtre. Certains, comme Pierre l’Ermite, usaient de l’exhortation. Bien qu’aucune source ne signale qu’il ait prêché contre les Juifs, il portait sur lui une lettre des Juifs de France qui demandait expressément à la communauté de Trèves de fournir des provisions aux croisés. Le chroniqueur juif Salomon ben Simon écrit qu’ils étaient si terrifiés de la venue de Pierre qu’ils accédèrent à leur demande sans protester. Quelle que soit la position propre de Pierre sur les Juifs, les croisés qui le suivaient se sentaient libres de massacrer les Juifs de leur propre initiative et de piller leurs biens.
Parfois, les Juifs ont survécu en étant involontairement baptisés, comme à Ratisbonne où une foule de croisés obligent les membres de la communauté juive à entrer dans le Danube, où des prêtres procèdent à un baptême en masse. Après le départ des croisés, ces Juifs reviennent à la pratique du judaïsme.
Un témoin, Rabbi Salomon bar Siméon, relate ainsi :

« En passant par les villages où se trouvaient des Juifs, ils se disaient l’un à l’autre : « voici que nous marchons par une longue route à la recherche de la maison d’idolâtrie et pour tirer vengeance des Ismaélites, et voici les Juifs, dont les ancêtres le tuèrent et le crucifièrent pour rien, qui habitent parmi nous. Vengeons-nous d’eux d’abord, et effaçons-les du nombre des nations, qu’on ne se souvienne plus du nom d’Israël, ou bien qu’ils soient comme nous et croient au fils de l’impureté. » »

## Volkmar et Gottschalk

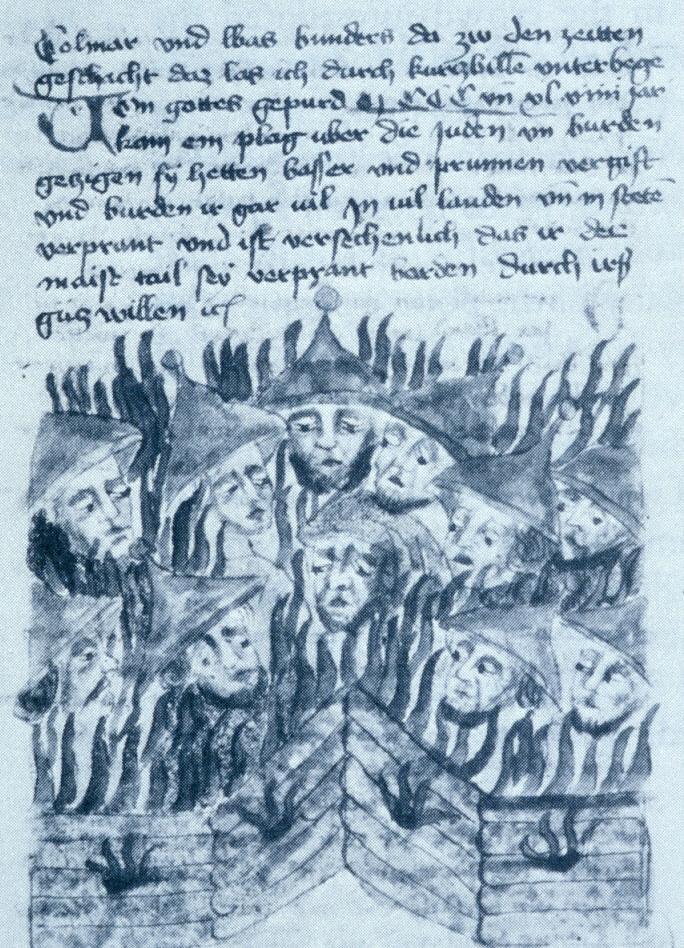
Juifs brûlés et tués par le prêtre Volkmar, Prague

Au printemps 1096, plusieurs bandes de chevaliers, de soldats et de paysans, motivés par les prédications de la croisade, se regroupent en différentes régions de France et d’Allemagne. La croisade du prêtre Volkmar débute en Saxe, persécute les Juifs à Magdebourg, puis à Prague, en Bohême le 30 mai 1096. L’évêque Cosmas tente d’empêcher les conversions forcées, et tout le clergé de Bohême prêche contre ces persécutions. Le duc Brétislav est alors à l’étranger et l’Église de Bohême est incapable de mettre fin à ces exactions.
La hiérarchie de l’Église catholique condamne fermement les persécutions anti-juives dans leur ensemble, mais ses protestations n’ont eu que peu d’effet. Les curés s’élevent souvent contre ces actes ; seul un moine, nommé Gottschalk, est noté comme un religieux ayant rejoint et encouragé ces persécutions. Le chroniqueur Hugues de Flavigny note comment ces appels du clergé sont ignorés, écrivant « il semble incroyable que de tels massacres se soient produit le même jour dans de nombreux lieux différents et d’une telle violence, malgré la désapprobation et la condamnation de la part du clergé. Mais nous savons qu’elles n’auraient pas pu être évitées malgré l’excommunication de la part du clergé et les condamnations de la part de nombreux princes.
En général, les croisés en foule n’ont pas peur des cours de justice locales, qui n’ont pas le pouvoir de les poursuivre dans leur lieu d’origine, ni la possibilité de les identifier et de punir des individus au sein de ces foule. Les sanctions du clergé sont ignorées pour les mêmes raisons (aucun croisé n'est identifié et sous le coup d’une excommunication), et les foules considèrent que quiconque prêche la miséricorde en faveur des Juifs le fait pour la simple raison qu’il a succombé à la corruption juive.
Gottschalk continue en guidant une croisade de Rhénanie et de Lorraine vers la Hongrie, qui attaque les communautés juives le long du parcours. Fin 1096, cette croisade est accueillie par le roi Coloman de Hongrie, mais les croisés recommencent bientôt le pillage des campagnes et causent des désordres. Coloman exige alors qu’ils soient désarmés. Dès que c'est fait, son armée les massacre et « toute la plaine fut couverte de cadavres et de sang ».
Le prêtre Volkmar et ses saxons subissent le même sort de la part des Hongrois quand ils commencent le pillage des villages hongrois en incitant à la sédition,.

## Croisade du comte Emich en Allemagne

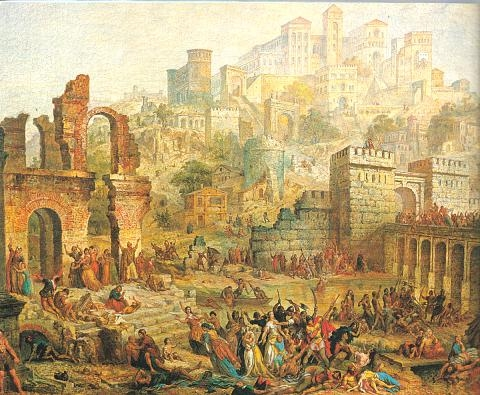
Massacre des Juifs à Metz lors de la Première croisade, A. Migette, XIXe s., Musée de la Cour d'Or

La plus importante de ces croisades populaires et la plus impliquée dans les persécutions des Juifs, est celle dirigée par le comte Emich de Flonheim, un chevalier brigand de Rhénanie. Parti au début de l’été 1096 à la tête d’une armée de 10 000 hommes, femmes et enfants, en direction du Main, puis du Danube. Il est rejoint par d’autres bandes, conduites entre autres par Guillaume Carpenter et Drogon de Nesle, et venant de Rhénanie, de Lorraine, de l’est de la France et même d’Angleterre.
Quand il apprend l’intention d’Emich, l’empereur Henri IV, qui se trouve alors en Italie, ordonne que les Juifs soient protégés. Mais 22 Juifs ont déjà été tués à Metz et l’évêque de Spire abrite la communauté juive de sa ville dans son palais épiscopal. Il ne peut cependant pas empêcher la mort de douze juifs de Spire le 3 mai. L’évêque de Worms tente également de protéger la communauté juive locale en l'hébergeant dans son palais épiscopal, mais ce dernier est pris d’assaut par les croisés. Au moins huit cents juifs refusant le baptême y sont massacrés,.
La nouvelle de la croisade du comte Emich et de ses massacres se propage rapidement et Ruthard, évêque de Mayence, lui ferme les portes de la ville. Le comte reçoit néanmoins une importante somme d’argent de la part de la communauté juive, qui espère gagner ainsi la vie sauve. L’évêque tente de protéger les juifs en les hébergeant dans son palais, mais comme à Worms, il est pris d’assaut le 27 mai et les juifs sont massacrés. De nombreux chrétiens parmi la bourgeoisie de Mayence ont des liens professionnels avec les Juifs et tentent de les abriter contre les croisés. Les bourgeois rejoignent la milice de l’évêque et les forces du burgrave pour combattre les premières vagues des croisés, mais doivent y renoncer quand les croisés se font de plus en plus nombreux. Malgré l’exemple des bourgeois, de nombreux habitants modestes de Mayence se sont joints à la frénésie et ont pris part aux massacres et aux pillages. Mayence est la ville où le plus grand nombre de Juifs est massacré (environ 1100). Un homme du nom d’Isaac est converti de force mais, tourmenté par la culpabilité, tue les membres de sa famille et se suicide en incendiant sa maison. Une autre femme, Rachel, préféra tuer elle-même ses quatre enfants plutôt que de les voir massacrés par les croisés.
Eliezar ben Bathan, un chroniqueur juif, paraphrase Habakkuk en parlant des « cruels Français et Allemands, étrangers féroces et rapides … [qui] mettent des croix sur leurs vêtements et qui sont plus nombreux que les criquets sur la face de la Terre ».
Le 29 mai, Emich arrive à Cologne, que la plupart des Juifs ont quittée, les autres étant cachés dans des maisons chrétiennes. Sa croisade est rejointe par d’autres bandes qui repartent avec beaucoup d’argent pris aux juifs. Ils prennent ensuite la route de la Hongrie et sont rejoints par des Souabes. Le roi Coloman de Hongrie leur interdit l’entrée dans son royaume, et les croisés passent outre et assiègent Wieselburg, sur la Leitha. Le roi les attaque et la plupart des croisés meurent abattus ou noyés dans la rivière. Le comte Emich et quelques dirigeants s’échappent et se réfugient en Italie ou dans leurs domaines. Guillaume Charpentier et quelques survivants rejoignent Hugues de Vermandois et s’intègrent dans son armée.

## Persécutions ultérieures

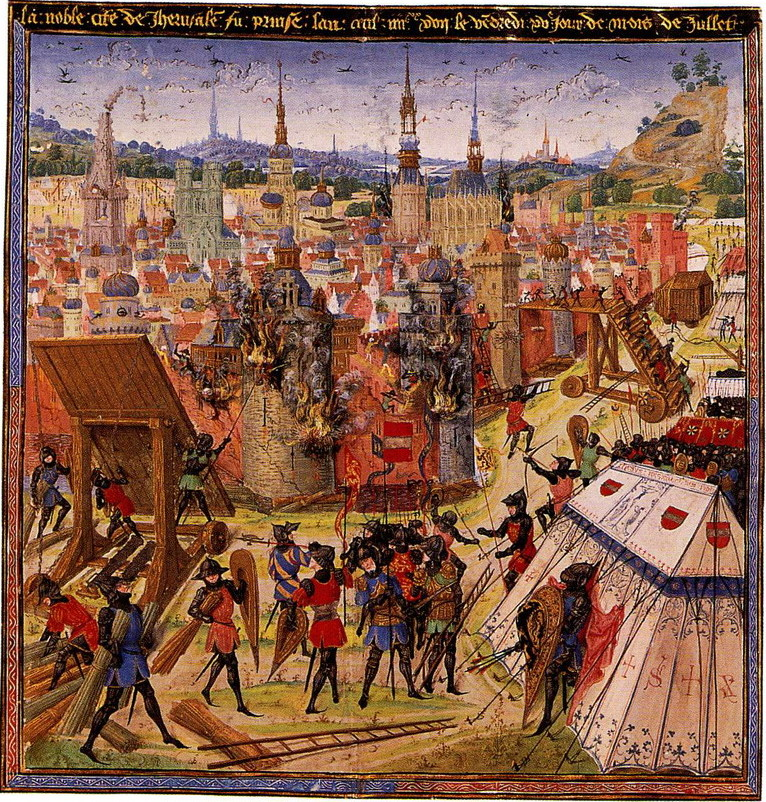
Peinture médiévale du siège de Jérusalem par les Croisés en 1099. Date non-précisée. illustration probablement de Sébastien Mamerot (Les Passages d'oultre mer)

Plus tard, en 1096, Godefroy de Bouillon reçoit l’hommage des Juifs à Mayence et à Cologne, où il n’y a cette fois pas de massacres. À la prise de Jérusalem, en 1099, les juifs principalement karaïtes[réf. souhaitée], ainsi que les musulmans habitant la ville, ont été massacrés, et les rescapés sont expulsés de Jérusalem, au contraire du régime musulmans qui tolérait la présence de chrétiens et de Juifs dans la ville, moyennant un impôt spécial.
La première croisade ouvre une longue période de violences organisées contre les Juifs en Europe. Lors de la seconde croisade, il y a également des massacres de juifs et des confiscations de biens pour financer la croisade, sans avoir pour autant l’ampleur des massacres de 1096. En Angleterre, la troisième croisade a également été le prétexte de massacres et de spoliations. Les deux croisades des Pastoureaux en 1251 et en 1320, ont également été l’occasion de persécutions de Juifs en France, ainsi qu’en Aragon en 1320.

## Conséquences pour les Juifs
La nouvelle des massacres parvient aux communautés juives de Terre sainte bien avant l’arrivée des croisés. Bien qu’ils ne soient pas l’objet de massacres systématiques à Jérusalem, ils sont rattrapés par la fureur aveugle des croisés quand ceux-ci prennent la ville.
Les chroniques hébraïques présentent les Juifs de Rhénanie comme des martyrs, qui ont préféré sacrifier leur vie dans le but d’honorer Dieu et de préserver leur honneur. Soumis au choix de la conversion ou de la mort, ils préfèrent le plus souvent la mort. À de nombreuses reprises, les chroniques mentionnent l’action d’un juif qui prétend se convertir, mais qui, lorsque la foule est rassemblée pour assister au baptême, s’élève contre le Christ et le christianisme, se moque de Jésus comme le produit de la luxure et de la menstruation et est rapidement exécuté. Les chroniques juives maudissent le comte Emich à chaque fois qu’elles le mentionnent (« puissent ses os être broyés en poussière ») et comparent le pape à Satan.
Sigebert de Gembloux écrit que la plupart de ces juifs qui se sont convertis sous la menace des croisés sont ensuite revenus au judaïsme. Dans les années qui suivent la croisade, les communautés juives sont confrontées à des questions troublantes à propos du meurtre et du suicide, qu’ils considèrent comme des péchés. Les Juifs rhénans puisent dans des précédents historiques pour justifier de leurs actes : le suicide de Saül, la révolte des Maccabées contre  Antiochos IV Épiphane, le suicide collectif de Massada et la révolte de Bar-Kokhba sont considérés comme des morts justes face à un ennemi acharné.
Avant les Croisades, les juifs étaient répartis en trois grandes régions, largement indépendantes les unes des autres. Il y avait les Juifs vivant dans le monde musulman (la majorité), ceux de l’empire byzantin et ceux de l’Occident latin. Avec les persécutions de 1096, une nouvelle conscience commune commence à se faire sentir entre ces trois groupes.

## Après la première croisade
Les massacres recommencent en 1146, lors de la deuxième croisade à l'instigation d'un ancien moine cistercien Raoul ou Rodolphe. Des attaques contre les Juifs, des massacres, des pillages, des apostasies forcées se déroulent à Worms, Mayence, Bacharach et Wurtzbourg, Strasbourg et Aschaffenbourg. À cette époque, les Juifs d’Allemagne ont encore le droit de porter des armes. Rabbi Éphraïm bar Jacob de Bonn rapporte que le château de Wolkenburg, vidé de ses habitants non Juifs et de sa garnison militaire, fut confié à la communauté juive de Cologne, dont la majeure partie put ainsi être sauvée. Quatre chroniques en hébreu traitent de la première et de la deuxième croisades et de leurs conséquences tragiques pour les communautés juives :
- les chroniques de Rabbi Salomon bar Siméon,
- les chroniques de Rabbi Eliézer bar Nathan,
- l'Anonyme de Mayence,
- « un livre du souvenir » de Rabbi Éphraïm bar Jacob de Bonn qui porte sur la seconde croisade.

Mais grâce à l'intervention énergique de Bernard de Clairvaux, les persécutions cessent et n'atteignent pas l'ampleur de celles de la première croisade. Bernard commence par rappeler que la persécution des Juifs ne saurait être tolérée par un chrétien : 

« Les Juifs ne doivent point être persécutés, ni mis à mort, ni même bannis. Interrogez ceux qui connaissent la divine Écriture. Que lit-on de prophétisé dans le Psaume, au sujet des Juifs ? Dieu, dit l’Église, m’a donné une leçon au sujet de mes ennemis : ‹ ne les tuez pas, de crainte que mes peuples ne m’oublient.›
Les Juifs ont l’espoir d’être sauvés, parce qu’un jour viendra où leurs yeux se dessilleront et où ils se convertiront. Il n’en va pas de même de l’Islam : les musulmans ne se convertiront jamais. Pour eux il n’est qu’un seul langage, celui du glaive exterminateur. »

Il n'hésite pas à prêcher devant les synagogues incendiées mais les émeutiers de la vallée du Rhin ne comprennent ni son latin, ni son français. Il parvient cependant à faire cesser les persécutions. La reconnaissance de la communauté juive envers Bernard de Clairvaux est immense.